# Musée des Beaux-Arts de Blois
Pour les articles homonymes, voir Musée des beaux-arts.
Le musée des Beaux-Arts de Blois, installé dans l'aile Louis XII du célèbre château de la ville présente des collections de peinture, sculpture ainsi que d'arts décoratifs (dont de nombreuses tapisseries) datant du XVIe au XIXe siècle. Il a été créé en 1850.

## Histoire
L'aile Louis XII du château abrite depuis 1869 le musée des Beaux-Arts de la ville de Blois. Un couloir dessert les différentes pièces, afin d'éviter de devoir parcourir toutes les pièces en enfilade pour traverser l'aile, ce qui est une nouveauté par rapport à l'agencement du château médiéval.

## Collections
Les huit salles de la galerie présentent un choix de peintures et de sculptures allant du XVIe au XIXe siècle. La galerie regroupe un ensemble de précieuses tapisseries françaises et flamandes des XVIe et XVIIe siècles. Les cheminées ont été refaites à l'emblématique de Louis XII et de sa femme, d'après le célèbre livre d'heures de la reine ; destinées au « comte de Chambord »[réf. nécessaire], elles sont l'œuvre de Louis Delcros. Le cabinet des portraits contient des tableaux des XVIe et XVIIe siècles provenant des châteaux de Saint-Germain-Beaupré et de Beauregard : Madame de Noailles, le duc de Chevreuse, la Grande Mademoiselle, la duchesse de Beaufort, Anne d'Autriche ou encore Marie de Médicis d'après Rubens y sont visibles. Dans une salle des XVIIe et XVIIIe siècles, est conservée une série de cinquante médaillons en terre cuite de Jean-Baptiste Nini.

### Peinture
Dans les différentes salles du musée on retrouve ainsi accrochées des peintures datant de la Renaissance au XIXe siècle, avec notamment des œuvres de Maarten de Vos, Corneille de Lyon (Portrait de Madeleine d'Écosse), Lavinia Fontana (Portrait d'Antonietta Gonsalvus), Antoine Caron, Marco d'Oggiono (Polyptyque Crespi), Francesco Menzocchi, Il Passignano (L'Embarquement de Marie de Médicis), Claude Vignon, Sébastien Bourdon (Eliézer et Rébecca), Jan Miense Molenaer, Jan Fyt (Chiens et Gibiers), Hendrick ter Brugghen, Jacques Stella, Pierre Mignard, François Boucher (Psyché recevant les honneurs divins, grisaille, projet de tapisserie), Jean-Auguste-Dominique Ingres (Madone aux Candélabres), Eugène Isabey, Théodore Chassériau, Eugène Fromentin, Jean-Léon Gérôme.
En 1922, le musée a inauguré les salles Renouard en l'honneur de l’œuvre du dessinateur Paul Renouard. L'acquisition par la ville de l’album Paul Renouard sur la guerre 1914-1917 sera complété d’un don de l’artiste et la collection sera enrichie par des achats entre 1927 et 1935, puis par le don May en 1971. Au total ce fonds comprend sept peintures et environ 550 dessins et gravures.[réf. nécessaire]

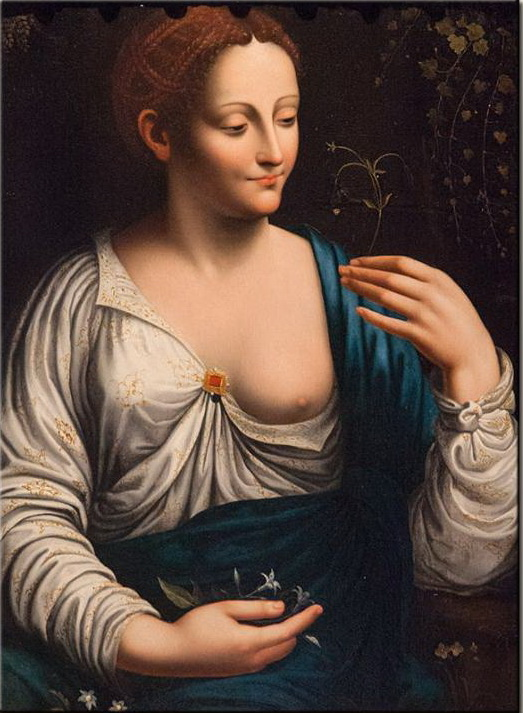
Flore dit traditionnellement La Colombine
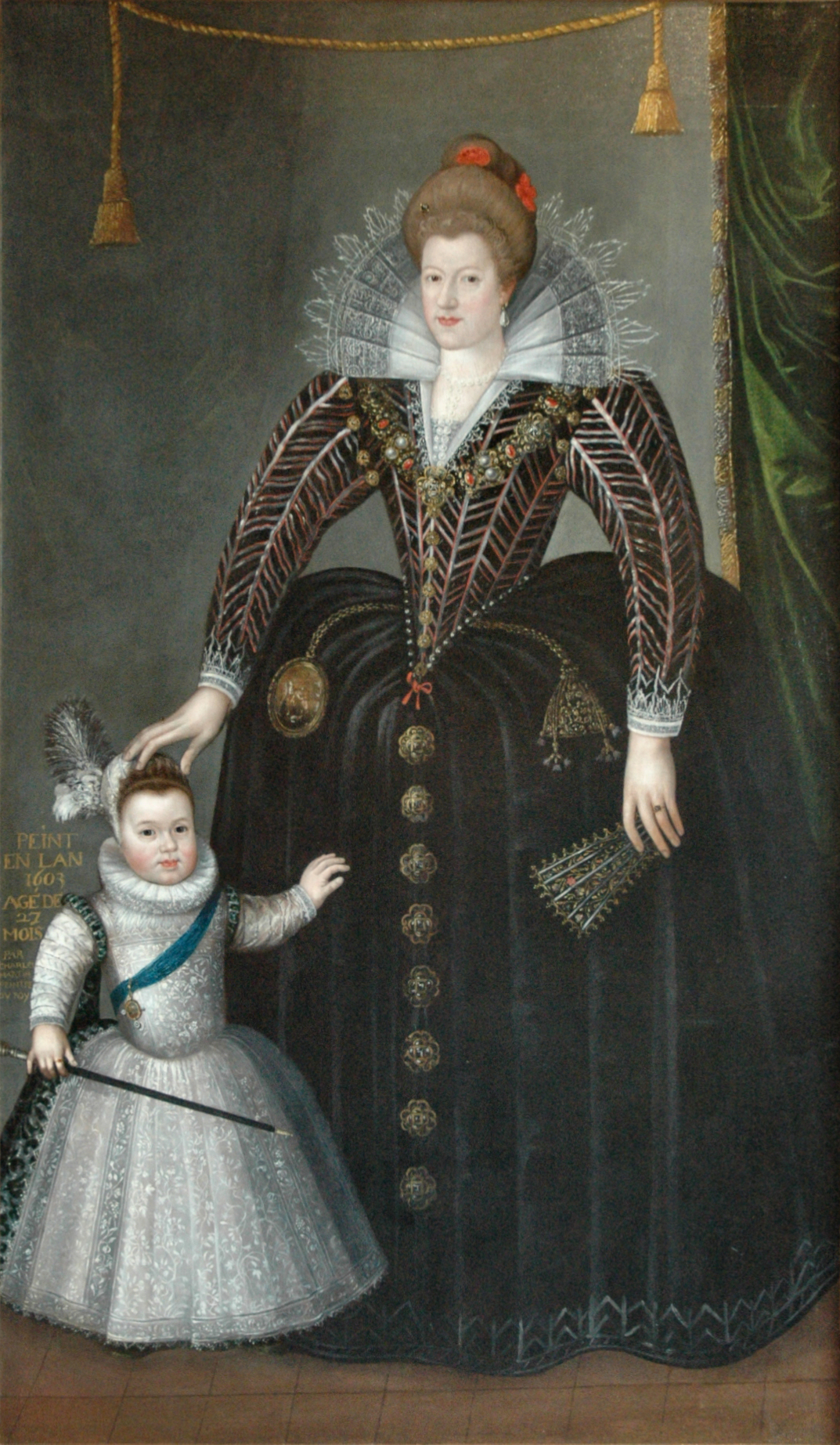
Charles Martin, Marie de Médicis avec son fils Louis XIII, 1603
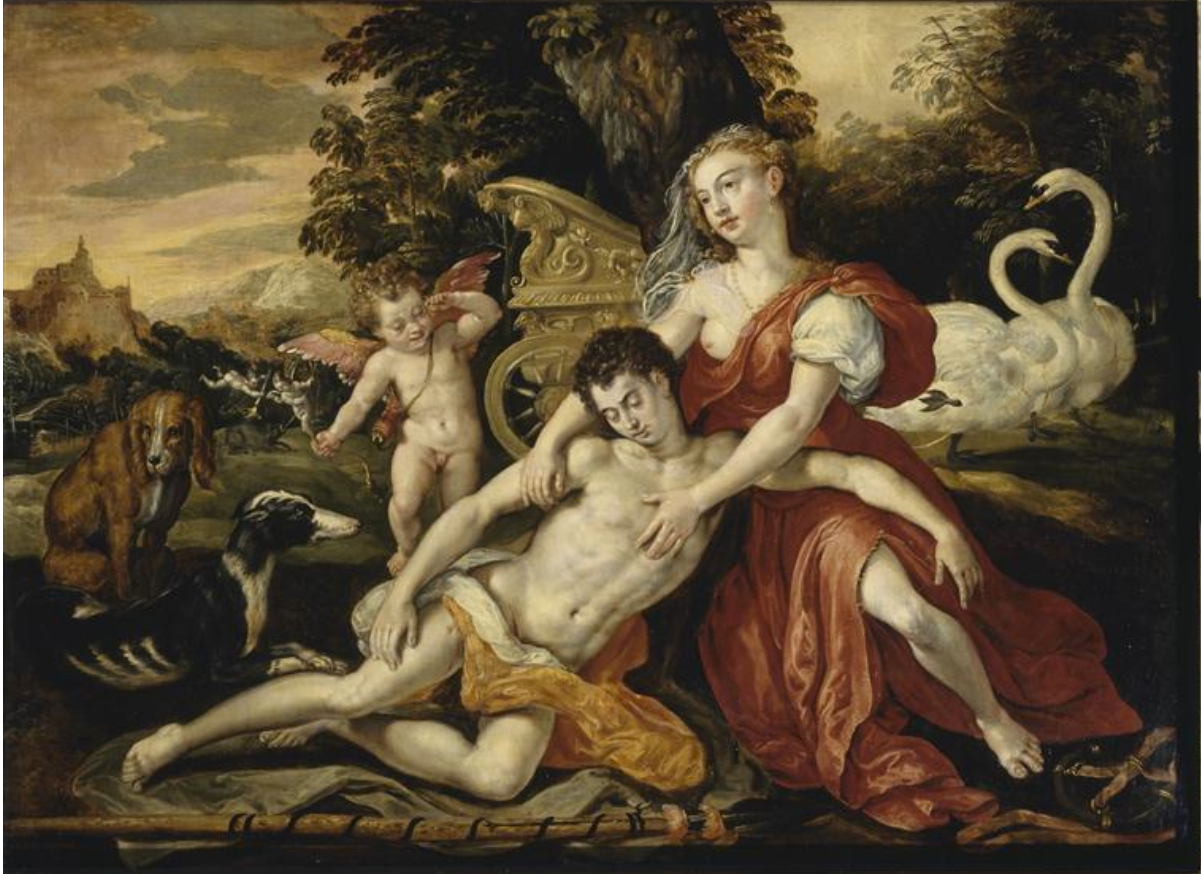
Maarten de Vos, La mort d'Adonis
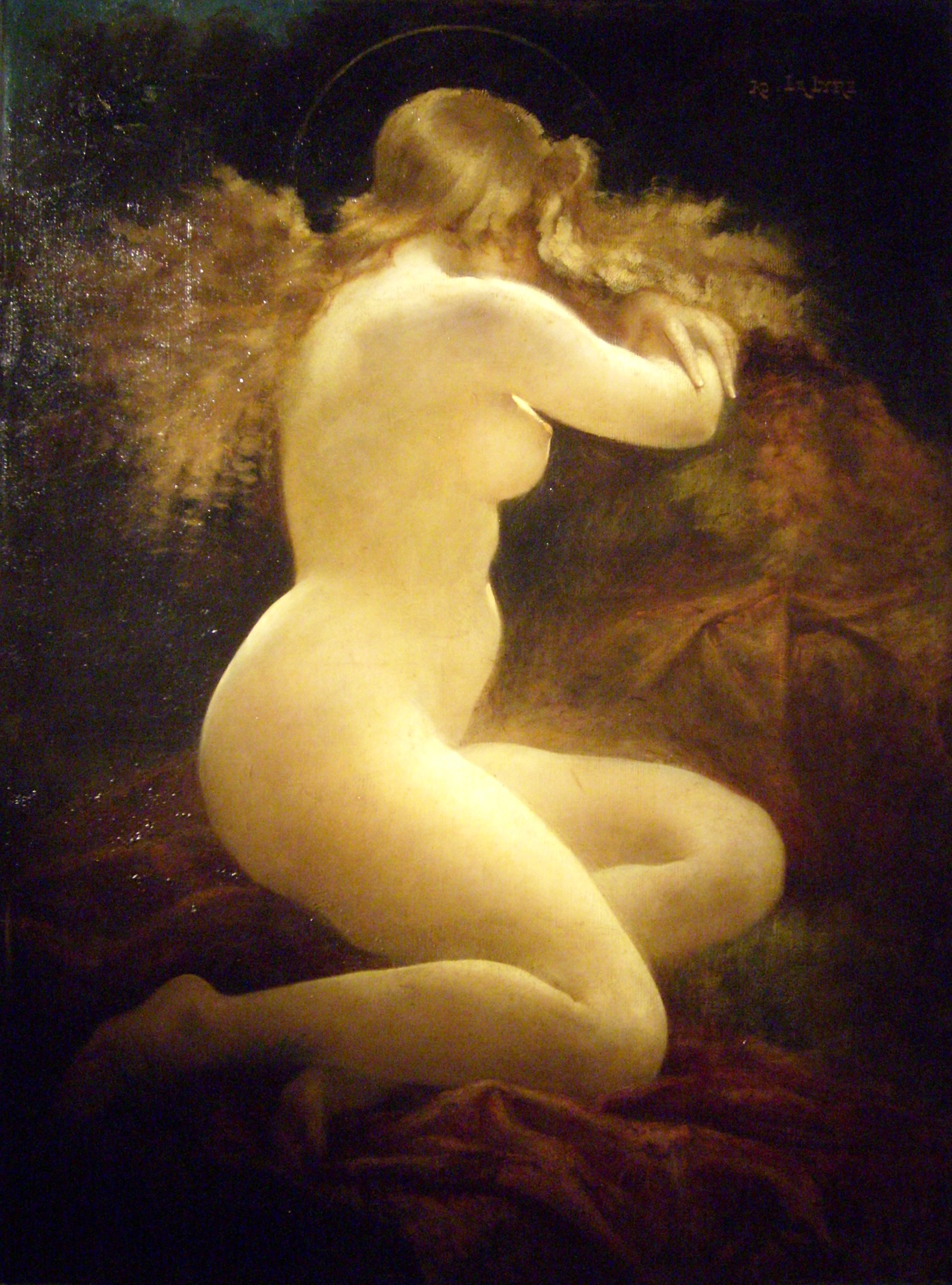
Adolphe Lalyre, La Madeleine

### Sculpture

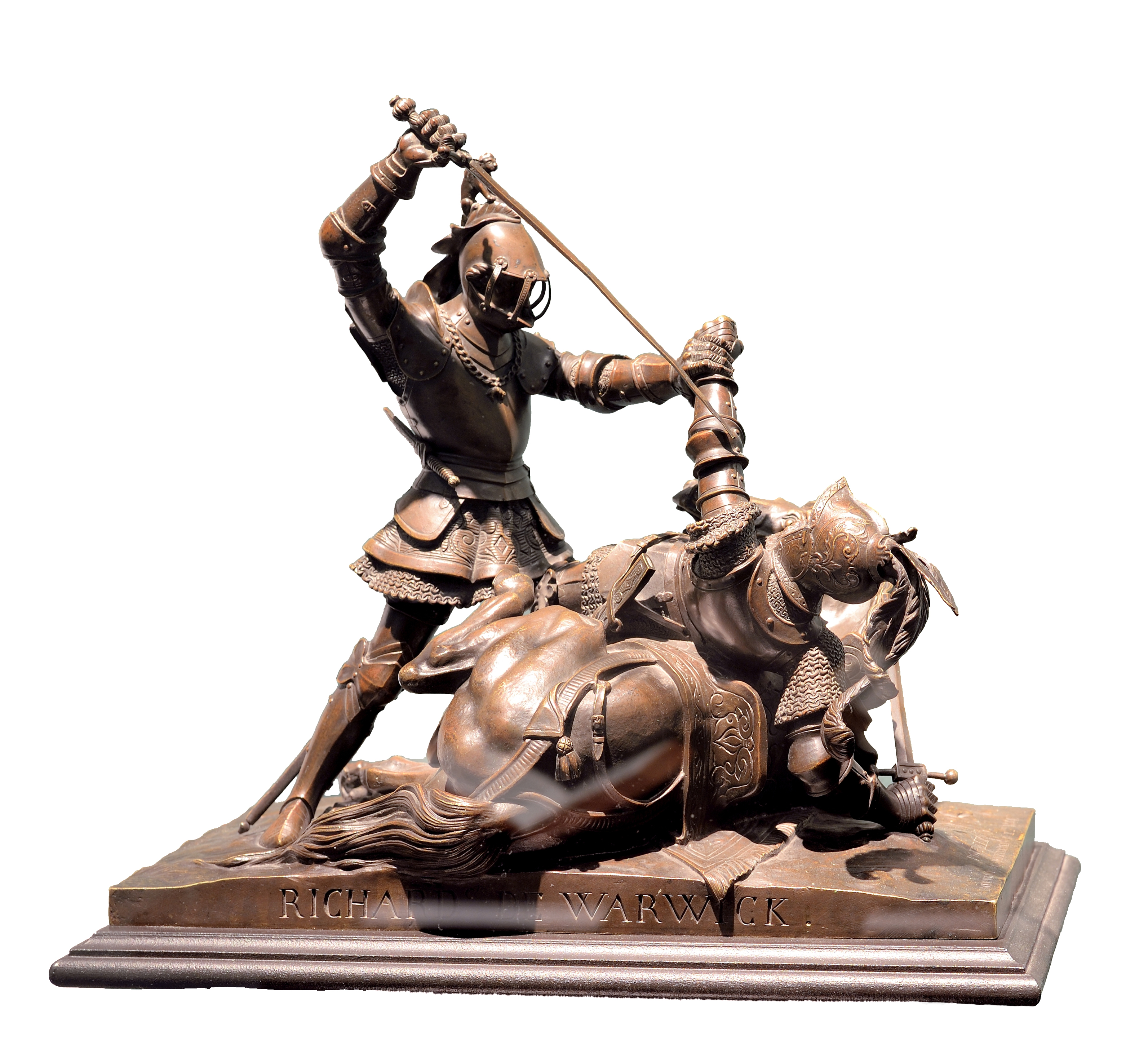
Richard de Warwick combattant, Théodore Gechter, 1844
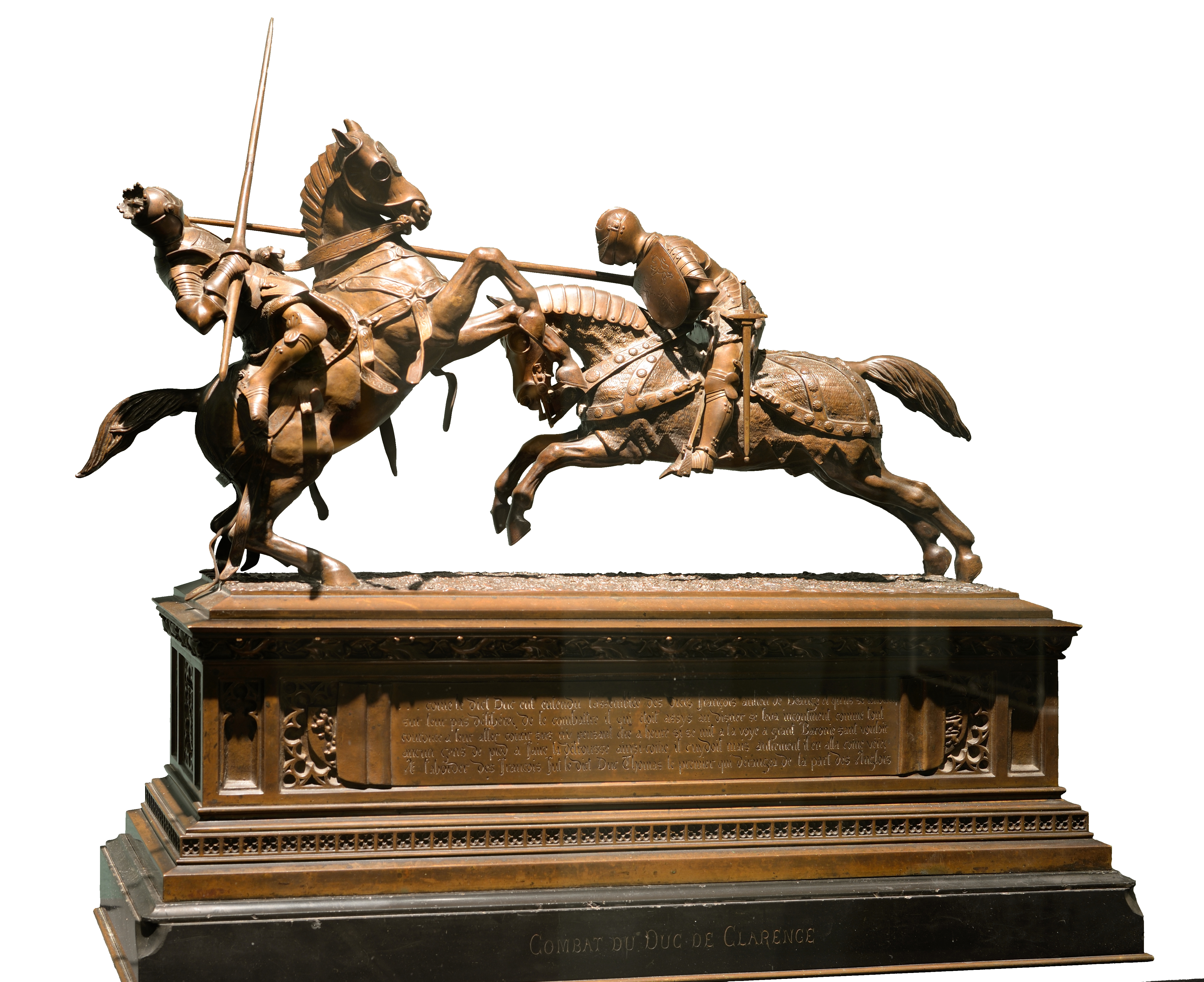
Le Combat du duc de Clarence, Émilien de Nieuwerkerke, 1839